# Holland férfi vízilabda-válogatott
A holland férfi vízilabda-válogatott Hollandia nemzeti csapata, amelyet a Holland Úszó-szövetség (hollandul: Koninklijke Nederlandse Zwembond) irányít. 
A holland válogatott az 1976-os montreáli olimpián érte el legnagyobb sikerét, bronzérmesek lettek.

## Eredmények

### Olimpiai játékok
| - 1900 — Nem vett részt - 1908 — 4. hely - 1912 — Nem vett részt - 1920 — 5. hely - 1924 — 7. hely - 1928 — 5. hely - 1932 — Nem vett részt - 1936 — 5. hely - 1948 — Bronzérmes - 1952 — 5. hely - 1956 — Nem vett részt - 1960 — 8. hely - 1964 — 8. hely - 1968 — 7. hely - 1972 — 7. hely - 1976 — Bronzérmes - 1980 — 6. hely - 1984 — 6. hely - 1988 — Nem vett részt - 1992 — 9. hely - 1996 — 10. hely - 2000 — 11. hely - 2004 — Nem jutott ki - 2008 — Nem jutott ki - 2012 — Nem jutott ki - 2016 — Nem jutott ki |

### Világbajnokság
- 1973: 8. hely
- 1975: 8. hely
- 1978: 13. hely
- 1982: 4. hely
- 1986: 14. hely
- 1991: Nem vett részt
- 1994: 8. hely
- 1998: Nem vett részt
- 2001: Nem vett részt
- 2003: Nem vett részt
- 2005: Nem jutott be
- 2007: Nem jutott be
- 2009: Nem jutott be
- 2011: Nem jutott be

### Világliga
| Év   | Helyezés   | Év   | Helyezés     | Év   | Helyezés   |
| ---- | ---------- | ---- | ------------ | ---- | ---------- |
| 2002 | Nem indult | 2007 | Nem indult   | 2012 | Nem indult |
| 2003 | 6. hely    | 2008 | Nem indult   | 2013 | Nem indult |
| 2004 | Nem indult | 2009 | Nem indult   | 2014 | Nem indult |
| 2005 | Nem indult | 2010 | Nem indult   |      |            |
| 2006 | Nem indult | 2011 | Selejtezőkör |      |            |

### Európa-bajnokság
- 1974: 4. hely
- 1977: 5. hely
- 1981: 8. hely
- 1983: 6. hely
- 1985: 7. hely
- 1987: 12. hely
- 1989: 8. hely
- 1991: 9. hely
- 1993: 8. hely
- 1995: 10. hely
- 1997: 9. hely
- 1999: 12. hely
- 2001: 10. hely
- 2003: 11. hely
- 2006: 10. hely
- 2008: Nem jutott be
- 2010: Nem jutott be
- 2012: 10. hely
- 2014: Nem jutott be
- 2016: 12. hely
- 2018: 10. hely
- 2020: 15. hely
- 2022: 11. hely
- 2024: 11. hely